# Список президентів Гвінеї-Бісау
Президент Гвінеї-Бісау — глава держави Гвінея-Бісау.
| №  | Президент                | Фото | Роки життя | Початок правління | Кінець правління | Примітки                                             |
| -- | ------------------------ | ---- | ---------- | ----------------- | ---------------- | ---------------------------------------------------- |
| 1  | Жуан Бернарду Вієйра     |      | 1939-2009  | 29 вересня 1973   | 7 травня 1999    |                                                      |
| 2  | Малам Бакай Санья        |      | 1947-2012  | 7 травня 1999     | 17 лютого 2000   | в. о. президента                                     |
| 3  | Кумба Яла                |      | 1953-2014  | 17 лютого 2000    | 14 вересня 2003  |                                                      |
| 4  | Веріссімо Коррейя Сеабра |      | 1953-2014  | 14 вересня 2003   | 28 вересня 2003  | в. о. президента                                     |
| 5  | Енріке Роза              |      | 1946-2013  | 28 вересня 2003   | 1 жовтня 2005    | в. о. президента                                     |
| 6  | Жуан Бернарду Вієйра     |      | 1939-2009  | 1 жовтня 2005     | 2 березня 2009   | Убитий під час спроби захоплення влади військовиками |
| 7  | Раймунду Перейра         |      | 1955-      | 3 березня 2009    | 8 вересня 2009   | в. о. президента                                     |
| 8  | Малам Бакай Санья        |      | 1947-2012  | 8 вересня 2009    | 9 січня 2012     | Помер на посаді                                      |
| 9  | Раймунду Перейра         |      | 1955-      | 9 січня 2012      | 13 квітня 2012   | в. о. президента                                     |
| 10 | Мамаду Туре Курума       |      | 1947-      | 13 квітня 2012    | 11 травня 2012   | Голова військового командування                      |
| 11 | Мануель Серіфу Ньямаджу  |      | 1958-2020  | 11 травня 2012    | 23 червня 2014   | Призначений військовиками                            |
| 12 | Жозе Маріу Ваз           |      | 1957-      | 23 червня 2014    | 23 червня 2019   | Призначений військовиками                            |
| 13 | Мануель Серіфу Ньямаджу  |      | 1958-2020  | 23 червня 2019    | 27 червня 2019   | Призначений військовиками                            |
| 14 | Жозе Маріу Ваз           |      | 1957-      | 27 червня 2019    | 27 лютого 2020   | Призначений військовиками                            |